# Източен Дънбартъншър
 Източен Дънбартъншир  (на английски: East Dunbartonshire, на шотландски Siorrachd Dhùn Bhreatainn an Ear) е една от 32-те области в Шотландия. Граничи с областите Глазгоу, Западен Дънбартъншър, Северен Ланаркшър и Стърлинг.

## Населени Места
- Бишъпбригс (Bishopbriggs)
- Къркинтилох (Kirkintilloch)
- Ленъкстаун (Lennoxtown)